# Metropolitano de Cheniangue
O Metrô de Shenyang é um sistema de metropolitano que serve a cidade chinesa de Cheniangue.

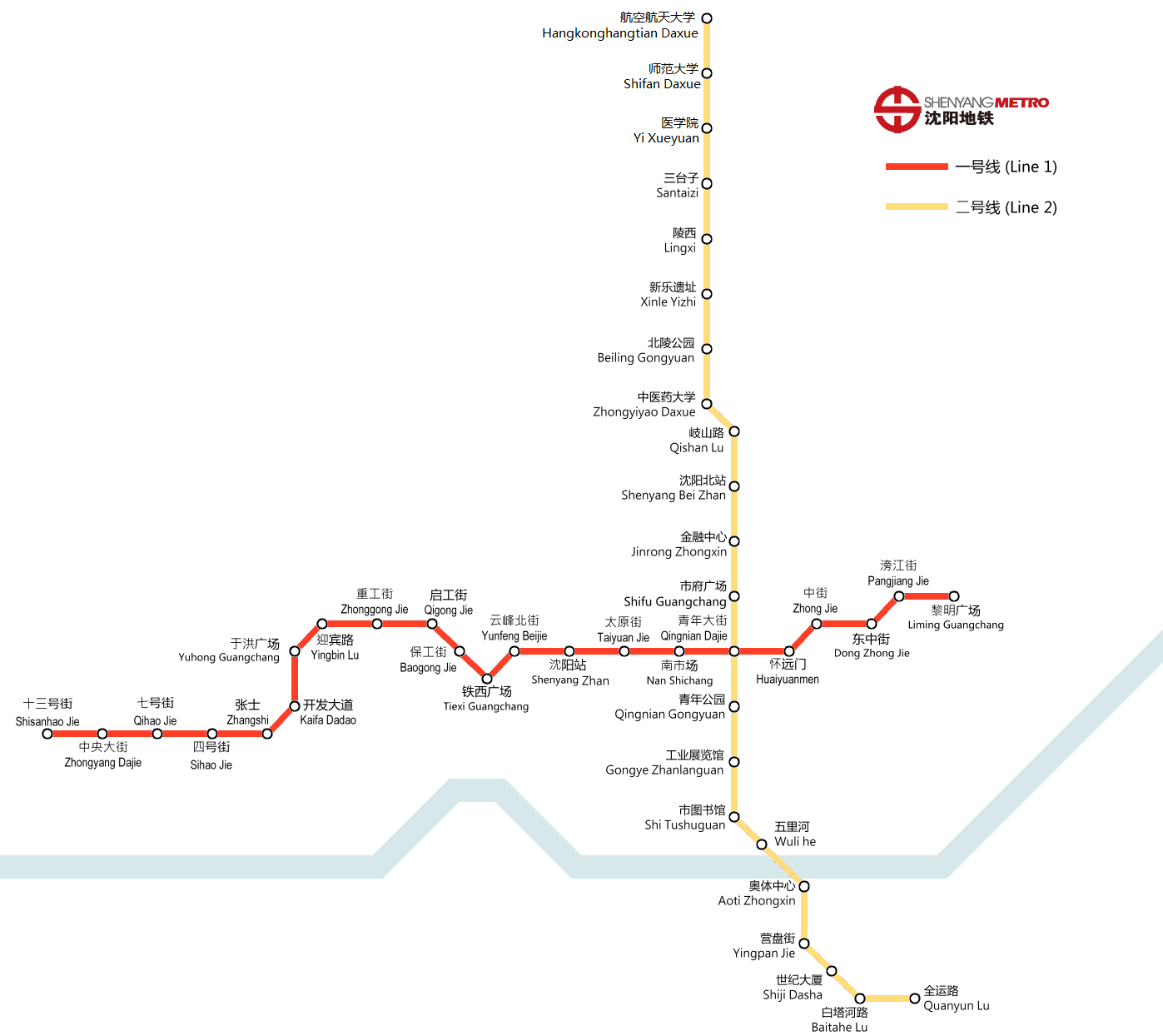
Metrô de Cheniangue